# Aphyosemion australe
Pour les articles homonymes, voir Lopez et cap Lopez.
Espèce
Statut de conservation UICN

 LC  : Préoccupation mineure
Aphyosemion australe, appelé communément cap-Lopez ou poisson-lyre, est une espèce de poissons appartenant à la famille des nothobranchiidae.
Originaire d'Afrique occidentale, c'est un poisson apprécié en aquariophilie et son élevage a pu permettre de créer plusieurs variétés différentes.

## Description

### Morphologie
Mesurant en moyenne 5 ou 6 cm de long pour le mâle, 4 ou 5 pour la femelle, son corps est fuselé et aplati.
Il existe plusieurs espèces locales connues arborant des couleurs différentes. Une variété d'élevage dite "gold" est d'un orange vif parsemé de points brun clair voire rougeoyants (photo).

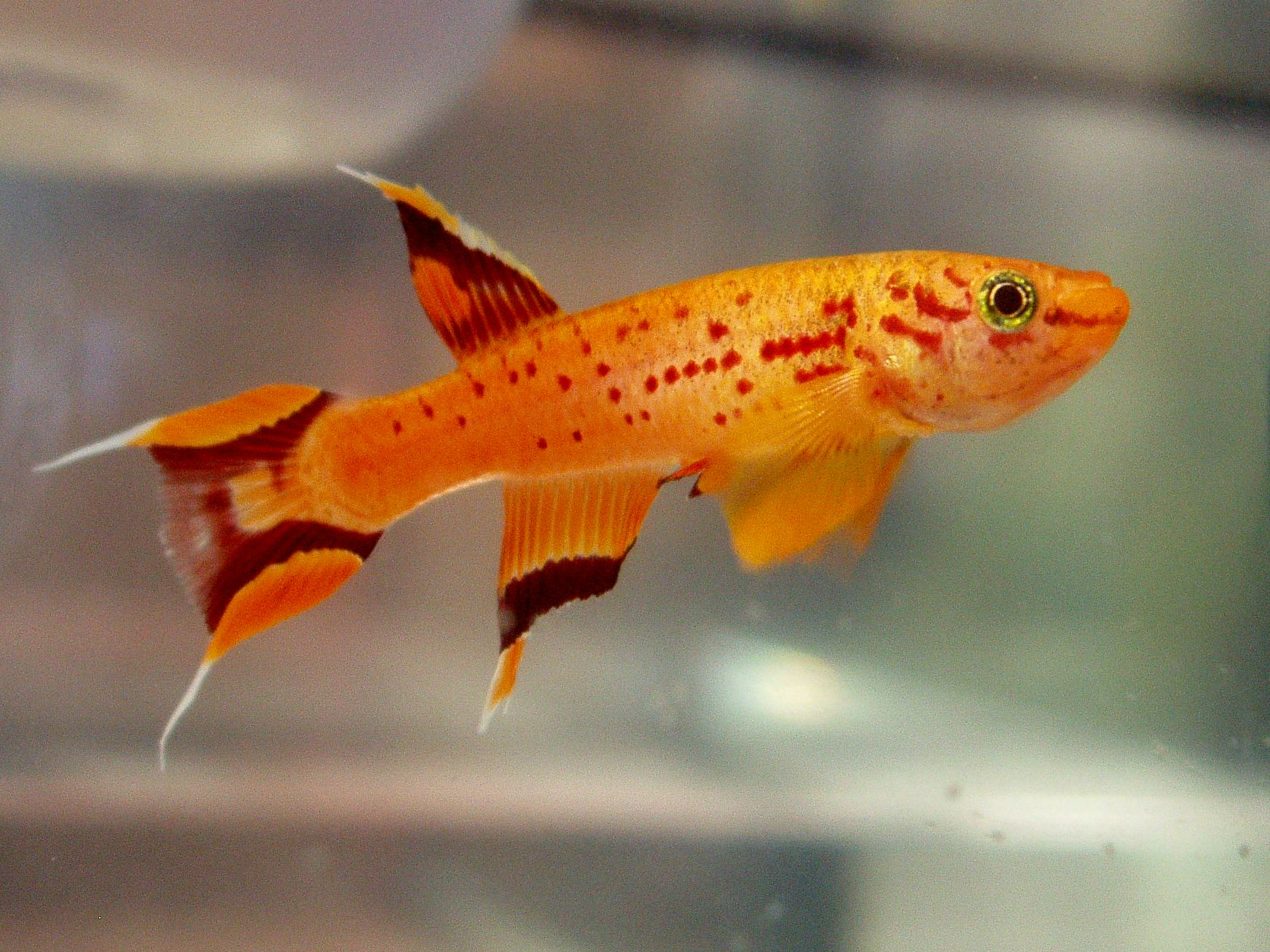
Mâle de variété « gold »

Un dimorphisme est évident, d'abord par la différence des couleurs (le mâle est bien plus coloré que la femelle beige clair), ensuite par la forme des nageoires (bien plus arrondies chez la femelle).

### Comportement
Cette espèce vit en harems constitués chacun d'un mâle et de plusieurs femelles. 
C'est un poisson ovipare. Les œufs une fois déposés dans la végétation subaquatique s'y développent pendant environ quinze jours. Les alevins se nourrissent de proies vivantes dès l'éclosion.
Son alimentation adulte est celle d'un carnivore opportuniste. 
Il excelle en saut, c'est pourquoi en captivité un aquarium avec couvercle est recommandé.
Un A. australe peut vivre de moins d'une à environ trois années, peut-être plus dans les conditions de vie les plus propices.

### Habitat d'origine
L'aphyosemion australe vient d'une zone côtière située entre l'embouchure de la rivière Ogooué (dite [Ogowé]), au nord-ouest du Gabon près du cap Lopez homonyme, et la République démocratique du Congo. Il est également présent dans des pays comme l'Angola plus au sud et le Cameroun plus au nord.

## Maintien encaptivité
| GH                                   | KH  | pH                       | Température | Alimentation | Origine géographique | Taille                                              | Reproduction | Volume minimal                                                 | Aquarium idéal |
| ------------------------------------ | --- | ------------------------ | ----------- | --- | -------------------- | --------------------------------------------------- | --- | -------------------------------------------------------------- | --- |
| d'1°d GH à 7°d GH, idéalement 3°d GH | 3°d | de 5,5 à 7 (6,5 d'idéal) | 22 ou 23 °C | Carnivore, il aime les proies vivantes (nauplies d'artémia, vers de vase...), ou congelées, mais peut accepter les granulés industriels. | Afrique occidentale  | 5 / 6 cm pour les mâles, 4 / 5 cm pour les femelles | Prévoir des paramètres d'eau idéaux (23 °C, pH 6,5, KH 3°d, GH 3°d) et une mop[Quoi ?] ou mousse de Java comme support de ponte, isoler 1 mâle et 2 ou 3 femelles dans un bac bien planté de 10 litres au minimum. | 20 litres minimaux pour un harem d'un mâle et de deux femelles | de 30 litres pour un harem, bien planté et touffu, paramètres de l'eau (GH, KH, pH, température) respectés, alimentation de qualité, filtration douce et éclairage faible |

La température doit donc être comprise entre 21 et 24 °C, un niveau supérieur comme inférieur étant mortel à long terme. La filtration est optionnelle si des changements d'eau réguliers sont effectués. Le comportement de cette espèce est calme du moment qu'il y a assez de cachettes. 
Il est de nouveau conseillé de maintenir Aphyosemion Australe en harem (plusieurs femelles pour un mâle), car s'il est maintenu en couple le mâle peut harceler la femelle de tentatives incessantes d'accouplements. On peut maintenir plusieurs harems dans le même aquarium pourvu que celui-ci soit assez grand (70 litres au minimum pour deux mâles et quatre femelles), bien filtré et bien planté car les mâles ne s'entendent pas forcément. Il est une fois encore nécessaire de bien couvrir le bac car comme tous les killies Aphyosemion australe est un excellent sauteur. Un bac spécifique est quasi indispensable, particulièrement pour la reproduction (ci-dessous). Comme beaucoup de killies là aussi, ce poisson peut se satisfaire d'un aquarium de 20 litres seulement.
Avec son alimentation opportuniste, il peut se satisfaire de nourriture proposée en animalerie, néanmoins il apprécie particulièrement les petites proies vives et les vers de vase propres à son écosystème naturel.

### Reproduction
L'espèce est assez facile de ce point de vue, avec un peu d'expérience en élevage. 
Le frai se fait en un petit bac à part avec un mop ou de la mousse de java. 
Les œufs ont un développement continu durant environ 14-15 jours à 26°C. Les alevins peuvent être nourris avec une variété d'aliments préparés commercialement ou de la nourriture vivante dès l'éclosion.